# Toni Donhauser
Anton „Toni“ Donhauser (* 13. März 1921 in Amberg; † 22. Dezember 1990 ebenda) war ein bayerischer Politiker (CSU) und von 1974 bis 1982 Abgeordneter des Bayerischen Landtags.

## Leben
Donhauser besuchte von 1927 bis 1933 die Volksschule in Amberg und anschließend bis 1939 die Deutsche Aufbauschule in seiner Heimatstadt. Mit Ausbruch des Zweiten Weltkriegs wurde er zu einem Flugmelder bei der Luftnachrichtentruppe ausgebildet. Anschließend kam er in Frankreich, Berlin, auf dem Balkan und in Russland zum Einsatz. Nach seiner Rückkehr in die Heimat absolvierte Donhauser 1945 bis 1946 Abiturientenlehrgang für Volksschullehrer in Amberg. Er war in der Folge unter anderem 1947 bis 1951 als Lehrer in Massenricht tätig und wurde später Schulamtsdirektor. Ab 1973 war er Rektor der Grund- und Teilhauptschule Ammersricht.
Donhauser gehörte ab 1963 der CSU an. Er war ab 1966 Stadtrat und ab 1970 ehrenamtlicher Bürgermeister von Amberg. Vom 7. November 1974 bis zum 10. Oktober 1982 war Donhauser als im Stimmkreis Amberg Süd gewählter Abgeordneter Mitglied des Bayerischen Landtags. Er gehörte während der 8. (1974 bis 1978) und 9. Wahlperiode (1978 bis 1982) dem Ausschuss für kulturpolitische Fragen sowie dem Untersuchungsausschuss zur Prüfung der Durchführung des Staatsvertrages zur Vergabe der Studienplätze an. Weiterhin war Donhauser Mitglied im Beirat bei der Bayerischen Landeszentrale für politische Bildungsarbeit wie auch im Landessportbeirat.
Donhauser war Träger des Ordens Pro Ecclesia et Pontifice.